# Wiesenbach (Baden)
Wiesenbach este o comună din landul Baden-Württemberg, Germania. Se află la o altitudine de 138 m deasupra nivelului mării. Are o suprafață de 11,13 km². Populația este de 3.108 locuitori, determinată în 31 decembrie 2023, prin actualizare statistică[*].

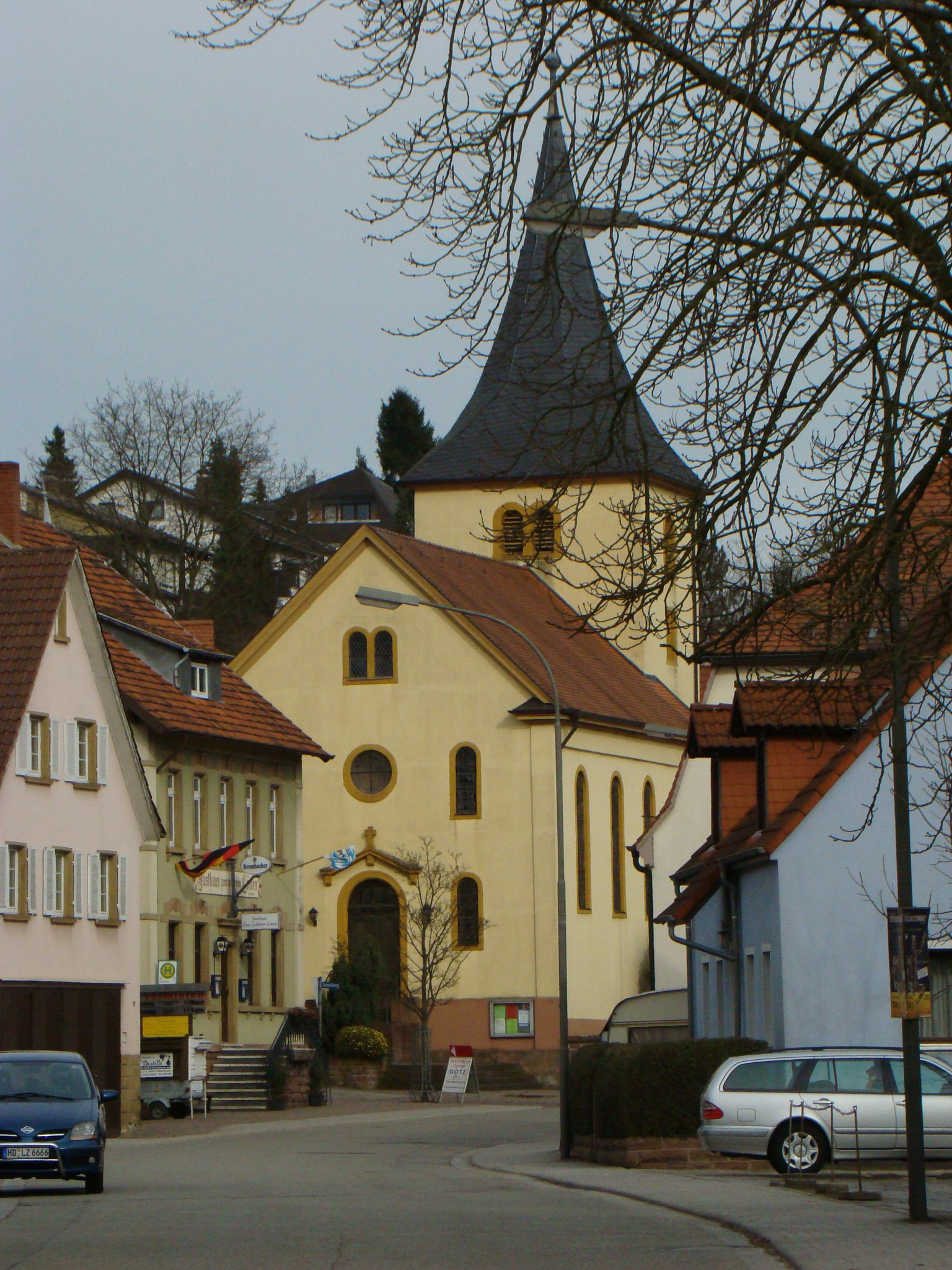
Biserica evanghelică